# Charles Wennergren
Charles Sven Otto Wennergren (ur. 7 lutego 1889 w Göteborgu, zm. 3 stycznia 1978 w Linköping) – tenisista reprezentujący Szwecję. Dwukrotny olimpijczyk – brał udział w igrzyskach w Sztokholmie (1912) i Paryżu (1924). Startował w olimpijskich turniejach singlowych, deblowych i mikstowych.

## Występy na letnich igrzyskach olimpijskich

### Turnieje singlowe
| Igrzyska | Konkurencja                     | 1/128 finału            | 1/64 finału          | 1/32 finału          | 1/16 finału           | Ćwierćfinał     | Półfinał        | Finał/Mecz o trzecie miejsce | Klasyfikacja końcowa |
| Igrzyska | Konkurencja                     | Rywal                   | Rywal                | Rywal                | Rywal                 | Rywal           | Rywal           | Rywal                        | Klasyfikacja końcowa |
| -------- | ------------------------------- | ----------------------- | -------------------- | -------------------- | --------------------- | --------------- | --------------- | ---------------------------- | -------------------- |
| LIO 1912 | Turniej singlowy (kort otwarty) |                         | Jaromír Zeman W 3:0  | Ludvig Rovsing W 3:2 | Ludwig von Salm P 1:3 | → Nie awansował | → Nie awansował | → Nie awansował              | Miejsca 9-16         |
| LIO 1912 | Turniej singlowy (kort kryty)   |                         |                      |                      | Gordon Lowe P 0:3     | → Nie awansował | → Nie awansował | → Nie awansował              | Miejsca 9-16         |
| LIO 1924 | Turniej singlowy                | Kálmán Kirchmayer W 3:0 | Maurice Cousin P 0:3 | → Nie awansował      | → Nie awansował       | → Nie awansował | → Nie awansował | → Nie awansował              | Miejsca 33-64        |

### Turnieje deblowe
| Igrzyska | Konkurencja                             | Partner         | 1/32 finału                     | 1/16 finału                  | Ćwierćfinał                 | Półfinał         | Finał/Mecz o trzecie miejsce | Klasyfikacja końcowa |
| Igrzyska | Konkurencja                             | Partner         | Rywal                           | Rywal                        | Rywal                       | Rywal            | Rywal                        | Klasyfikacja końcowa |
| -------- | --------------------------------------- | --------------- | ------------------------------- | ---------------------------- | --------------------------- | ---------------- | ---------------------------- | -------------------- |
| LIO 1912 | Turniej deblowy mężczyzn (kort otwarty) | Carl-Olof Nylén | E. Tóth P. Segner W (walkower)  | A. Thayssen A. Madsen W 3:0  | H. Kitson Ch. Wonslow P 0:3 | → Nie awansowali | → Nie awansowali             | Miejsca 9-16         |
| LIO 1912 | Turniej deblowy mężczyzn (kort kryty)   | Carl-Olof Nylén | G. Lowe A. Lowe P 0:3           | → Nie awansowali             | → Nie awansowali            | → Nie awansowali | → Nie awansowali             | Miejsca 17-32        |
| LIO 1924 | Turniej deblowy mężczyzn                | Henning Müller  | H. Cattaruzza J. Williams W 3:0 | R. Granholm E. Schildt W 0:3 | J. Brugnon H. Cochet P 0:3  | → Nie awansowali | → Nie awansowali             | Miejsca 5-8          |

### Turnieje mikstowe
| Igrzyska | Konkurencja      | Partner                  | 1/32 finału               | 1/16 finału      | Ćwierćfinał      | Półfinał         | Finał/Mecz o trzecie miejsce | Klasyfikacja końcowa |
| Igrzyska | Konkurencja      | Partner                  | Rywal                     | Rywal            | Rywal            | Rywal            | Rywal                        | Klasyfikacja końcowa |
| -------- | ---------------- | ------------------------ | ------------------------- | ---------------- | ---------------- | ---------------- | ---------------------------- | -------------------- |
| LIO 1924 | Turniej mikstowy | Lily Strömberg-von Essen | C. Bouman H. Timmer P 0:2 | → Nie awansowali | → Nie awansowali | → Nie awansowali | → Nie awansowali             | Miejsca 17-32        |